# Kabinett Teufel IV
Das Kabinett Teufel IV bestand bis zum Rücktritt Teufels in der 13. Wahlperiode des Landtags Baden-Württemberg. Am 21. April 2005 übernahm Günther Oettinger das Amt des Ministerpräsidenten und bildete das Kabinett Oettinger I.
| Amt                                                                             | Name                                                                           | Partei | Partei  |
| ------------------------------------------------------------------------------- | ------------------------------------------------------------------------------ | ------ | ------- |
| Ministerpräsident                                                               | Erwin Teufel                                                                   |        | CDU     |
| Stellvertretender Ministerpräsident                                             | Walter Döring (bis 14. Juli 2004) Ernst Pfister (ab 14. Juli 2004)             |        | FDP/DVP |
| Minister für Wirtschaft                                                         | Walter Döring (bis 14. Juli 2004) Ernst Pfister (ab 14. Juli 2004)             |        | FDP/DVP |
| Minister im Staatsministerium und für europäische Angelegenheiten               | Christoph E. Palmer (bis 25. Oktober 2004) Ulrich Müller (ab 25. Oktober 2004) |        | CDU     |
| Inneres                                                                         | Thomas Schäuble (bis 14. Juli 2004) Heribert Rech (ab 14. Juli 2004)           |        | CDU     |
| Kultus, Jugend und Sport                                                        | Annette Schavan                                                                |        | CDU     |
| Wissenschaft, Forschung und Kunst                                               | Peter Frankenberg                                                              |        | CDU     |
| Justiz                                                                          | Ulrich Goll (bis 12. Dezember 2002 und ab 28. Juli 2004)                       |        | FDP/DVP |
| Justiz                                                                          | Corinna Werwigk-Hertneck (ab 12. Dezember 2002 und bis 28. Juli 2004)          |        | FDP/DVP |
| Finanzen                                                                        | Gerhard Stratthaus                                                             |        | CDU     |
| Ernährung und Ländlicher Raum                                                   | Willi Stächele                                                                 |        | CDU     |
| Soziales                                                                        | Friedhelm Repnik (bis 14. Juli 2004)                                           |        | CDU     |
| Soziales                                                                        | Tanja Gönner (ab 14. Juli 2004)                                                |        | CDU     |
| Umwelt und Verkehr                                                              | Ulrich Müller (bis 14. Juli 2004)                                              |        | CDU     |
| Umwelt und Verkehr                                                              | Stefan Mappus (ab 14. Juli 2004)                                               |        | CDU     |
| Minister und Bevollmächtigter des Landes beim Bund                              | Rudolf Köberle                                                                 |        | CDU     |
| Staatssekretär im Wirtschaftsministerium                                        | Horst Mehrländer                                                               |        | FDP/DVP |
| Staatsrat für Lebens- und Gesundheitsschutz im Staatsministerium                | Konrad Beyreuther                                                              |        |         |
| Politischer Staatssekretär im Innenministerium                                  | Heribert Rech (bis 14. Juli 2004)                                              |        | CDU     |
| Politischer Staatssekretär im Ministerium für Kultus, Jugend und Sport          | Helmut Rau                                                                     |        | CDU     |
| Politischer Staatssekretär im Ministerium für Wissenschaft, Forschung und Kunst | Michael Sieber                                                                 |        | CDU     |
| Politischer Staatssekretär im Finanzministerium                                 | Wolfgang Rückert                                                               |        | CDU     |
| Politischer Staatssekretär im Sozialministerium                                 | Johanna Lichy                                                                  |        | CDU     |
| Politischer Staatssekretär im Ministerium für Umwelt und Verkehr                | Stefan Mappus (bis 14. Juli 2004) Dieter Hillebrand (ab 14. Juli 2004)         |        | CDU     |
| Staatssekretär im Staatsministerium                                             | Rudolf Böhmler                                                                 |        | CDU     |